# 旧霍恩巴赫
旧霍恩巴赫是德国莱茵兰-普法尔茨州的一个市镇。总面积5.59平方公里，总人口714人，其中男性358人，女性356人（2011年12月31日），人口密度128人/平方公里。